# Stratfield Mortimer
Stratfield Mortimer est un village dans le district de Berkshire en Angleterre.